# David Novák (fotbalista)
David Novák (* 11. ledna 1979) je bývalý český fotbalista, obránce.

## Fotbalová kariéra
V české lize hrál za FC Viktoria Plzeň. Nastoupil ve 44 ligových utkáních a dal 1 gól. V nižších soutěžích hrál i za Doubravku. Za dorosteneckou reprezentaci nastoupil v 7 utkáních. Za reprezentaci do 20 a 21 let nastoupil ve 4 utkáních a dal 1 gól.
Hrál také za TJ Přeštice.

## Ligová bilance
| Ročník                          | Zápasy | Góly | Klub              |
| ------------------------------- | ------ | ---- | ----------------- |
| Gambrinus liga 1997/98          | 6      | 0    | FC Viktoria Plzeň |
| Gambrinus liga 1998/99          | 18     | 0    | FC Viktoria Plzeň |
| 2. česká fotbalová liga 1999/00 | 8      | 1    | FC Viktoria Plzeň |
| Gambrinus liga 2000/01          | 20     | 1    | FC Viktoria Plzeň |
| CELKEM 1. česká liga            | 44     | 1    |                   |